# Gioia mexicana
Gioia mexicana là một loài bọ cánh cứng trong họ Chrysomelidae. Loài này được Savini, Furth & Nino Maldonado, Santiago miêu tả khoa học năm 2001.